# Alfabeto bereber latino
El alfabeto bereber latino (bereber Agemmay Amaziɣ Alatin) es una versión del alfabeto latino utilizada para escribir una lengua bereber. Comenzó a ser adoptado en el siglo xix usando una variedades de letras. Hoy día, el alfabeto latino es el preferido por la mayoría de los escritores y lingüistas bereberes del norte de África y otros lugares por razones prácticas. Este alfabeto cuenta con un total de 33 caracteres.

## Bereber del Norte
| Las 33 letras del alfabeto bereber latino en el bereber del Norte |   |   |   |   |   |   |   |   |   |   |   |   |   |   |   |   |   |   |   |   |   |   |   |   |   |   |   |   |   |   |   |   |
| A                                                                 | B | C | Č | D | Ḍ | E | Ɛ | F | G | Ǧ | Ɣ | H | Ḥ | I | J | K | L | M | N | Q | R | Ṛ | S | Ṣ | T | Ṭ | U | W | X | Y | Z | Ẓ |
| Letras bereberes minúsculas                                       |   |   |   |   |   |   |   |   |   |   |   |   |   |   |   |   |   |   |   |   |   |   |   |   |   |   |   |   |   |   |   |   |
| a                                                                 | b | c | č | d | ḍ | e | ɛ | f | g | ǧ | ɣ | h | ḥ | i | j | k | l | m | n | q | r | ṛ | s | ṣ | t | ṭ | u | w | x | y | z | ẓ |
El uso de ciertos caracteres griegos como gamma para la letra latina ɣ o epsilon/sigma en lugar de la letra latina ɛ/Ɛ se puede encontrar en Internet.

## Historia
Las lenguas bereberes se transcribieron originalmente usando la antigua escritura líbico-bereber, de la cual el alfabeto neotifinag es el representante moderno.
El uso de un alfabeto latino por el bereber tiene sus raíces en las expediciones colonialistas franceses en el norte de África. Los textos bereberes escritos con alfabeto latino empezaron a aparecer imprimidos en el siglo xix cuando expedicionarios coloniales y oficiales militares franceses, italianos y españoles empezaron la topografía del norte de África. Los franceses intentaron utilizar esquemas de transliteración de los dialectos árabes del Norte de África y del bereber. Los intentos no fructificaron con el árabe, pero en el caso del bereber tuvieron más éxito, y llegaron a ser adoptados por algunos literatos.
En la época colonial se utilizó un sistema basado en el francés. A pesar de que ahora ha caído en desuso en parte, todavía se utiliza para la transcripción de los nombres en francés. Más recientemente, el Instituto Francés de lenguas, INALCO, ha propuesto su propio estándar de escritura que ahora es el sistema principal que se utiliza en la mayoría de escritos cabilios en Cabilia, Argelia.